# United Airways
United Airways Ltd., (DSE: UNITEDAIR, CSE : UNITEDAIR), действующая как United Airways (бенг. ইউনাইটেড এয়ারওয়েজ) — бывшая частная авиакомпания Бангладеш со штаб-квартирой в городе Дакка, крупнейший частный авиаперевозчик страны. Портом приписки авиакомпании и её главным транзитным узлом (хабом) был международный аэропорт Шахджалал в Дакке, в качестве вторичного хаба использовался международный аэропорт имени шаха Аманата в Читтагонге.

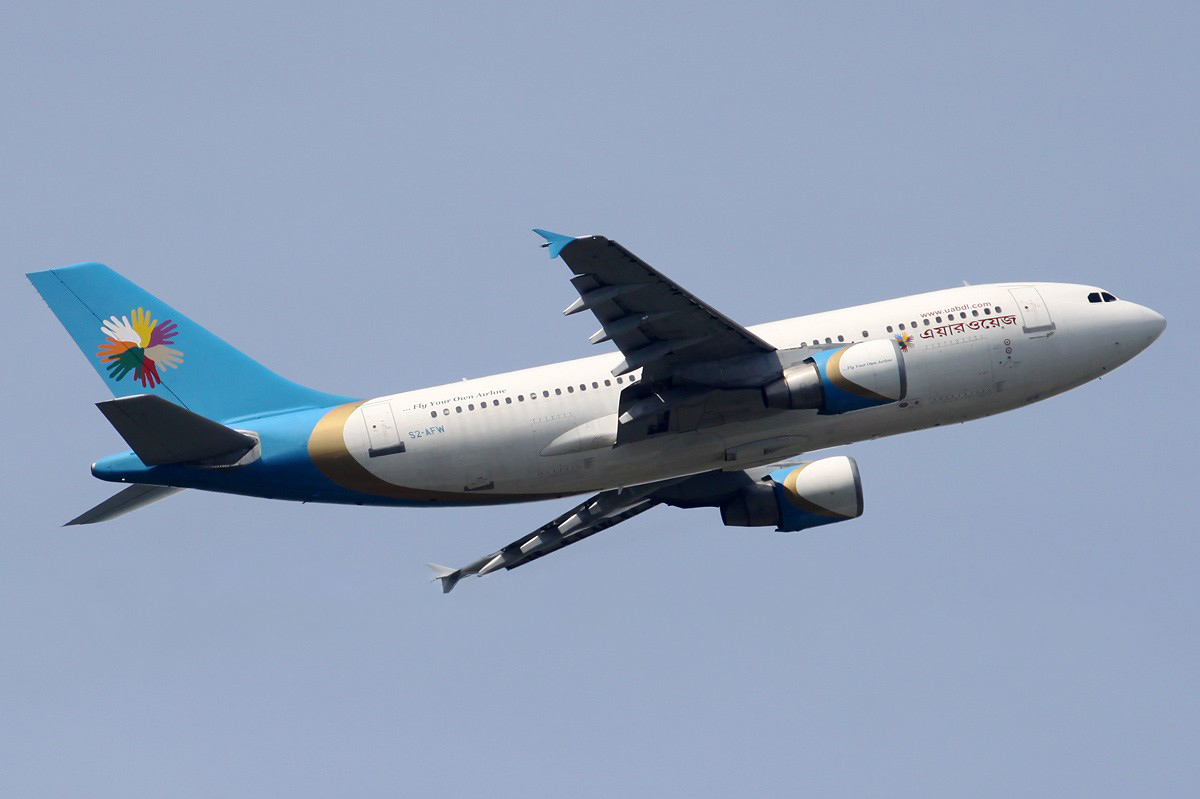
Airbus A310-324 а/к United Airways на взлёте из международного аэропорта Куала-Лумпура

United Airways была основана в 2005 году и начала операционную деятельность 10 июля 2007 года с выполнения рейсов на единственном самолёте Bombardier Dash 8-100, приобретённом у другой авиакомпании Island Air. К 2012 году перевозчик эксплуатировал уже 9 лайнеров на 14 регулярных направлениях, штат сотрудников компании составлял более тысячи человек. За первые пять лет работы United Airways выполнила около 29 тысячи рейсов и перевезла более 925 тысяч пассажиров.
В 2016 году авиакомпания прекратила свое существование.

## История
Авиакомпания United Airways Limited была основана в 2005 году капитаном Тасбирулом Ахмедом Чоудхери, проживавшем в Силхете британо-бангладешским экспатриантом. 28 июня того же года компания получила сертификат эксплуатанта Управления гражданской авиации Бангладеш.
Регулярные пассажирские перевозки United Airways начала 10 июля 2007 года, открыв полёты по маршрутам Дакка-Силхет и Дакка-Читтагонг на взятом в лизинг у авиакомпании Island Air самолёте Bombardier Dash 8-100. Несколько месяцев спустя маршрутная сеть перевозчика пополнилась рейсами Дакка-Кокс-Базар, Дакка-Джессор и Дакка-Барисал, а также первыми международными направлениями в Калькутту из Дакки и Читтагонги.
В 2009 году United Airways получила свой первый McDonnell Douglas MD-83 (ранее эксплуатировавшийся в авиакомпании Flightline) и поставила его на новые регулярные маршруты из Дакки в Лондон, Дубай, Куала-Лумпур и Катманду.
В 2010 году авиакомпания открыла регулярные рейсы Дакка-Джидда и Силхет-Лондон на лайнере Airbus A310-300, ранее принадлежавшем чешскому авиаперевозчику Czech Airlines.
В 2011 году флот United Airways пополнился самолётами McDonnell Douglas MD-83 (ранее принадлежали Sky Express), Airbus A310-300 (прежде эксплуатировался Blue Line) и ATR 72-212 (из Merpati Airlines), что позволило ввести в маршрутную сеть регулярные рейсы Дакка-Бангкок и Дакка-Раджшахи-Саидпур.
В 2012 году авиакомпания запустила регулярные рейсы из Дакки и Читтагонга в Маскат, а также возобновила постоянные полёты из Читтагонга в Калькутту и Бангкок.
В планах авиакомпании приобрести четвёртый лайнер McDonnell Douglas MD-83 и два самолёта ATR 72-200, открыв регулярные перевозки из собственных хабов в Ишварди. Также United Airways рассчитывает открыть маршруты из Дакки в Сингапур, Доху, Карачи, Янгон, Даммам, Эр-Рияд, Абу-Даби и Джакарту.

## Маршрутная сеть
В августе 2013 года маршрутную сеть регулярных перевозок авиакомпании United Airways составляли следующие пункты назначения:
| ^  | Хаб                         |
| ^^ | Вторичный хаб               |
| *  | Ожидаемые пункты назначения |
| #  | Отменённые маршруты         |

## Флот

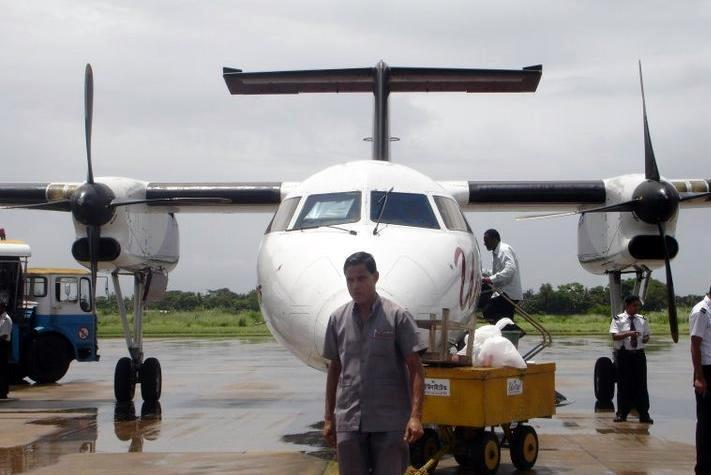
Bombardier Dash 8-100 авиакомпании United Airways в международном аэропорту имени шаха Аманата

United Airways эксплуатирует самолёты, пассажирские салоны которых скомпонованы только экономическим классом. В сентябре 2013 года воздушный флот авиакомпании составляли следующие лайнеры:
По состоянию на апрель 2013 года средний возраст воздушных судов United Airways составлял 20,2 года.

## Обслуживание на борту
На внутренних рейсах авиакомпания предлагает пассажирам соки и конфеты, на международных — горячее питание и холодные закуски. На всех самолётах United Airways отсутствуют системы развлечения в полёте. К вниманию пассажиров ежемесячно выпускаемый журнал Welcome Bangladesh («Добро пожаловать в Бангладеш»).

## Авиапроисшествия
- 13 августа 2012 года. В ходе полёта самолёта ATR 72-212 (регистрационный номер S2-AFE), следовавшего регулярным рейсом 546 из аэропорта Джессор в международный аэропорт Шахджалал, на высоте 9000 футов вылетело лобовое стекло, находившееся напротив второго пилота. Командир корабля благополучно посадил лайнер в аэропорту назначения, из 10 человек на борту самолёта пострадал только второй пилот, который после посадки машины в Дакке был госпитализирован[30][31].